# تومی ویرکولا
تومی ویرکولا (نروژی: Tommy Wirkola؛ زادهٔ ۶ دسامبر ۱۹۷۹)کارگردان فیلم، فیلم‌نامه‌نویس، تهیه‌کننده فیلم و تدوین‌گر اهل نروژ است.

## گزیدهٔ فیلم‌شناسی
- بازسازی (۲۰۰۶-کارگردان)
- بولجو را بکش (۲۰۰۷-کاگردان، نویسنده و تدوینگر)
- برف مرده (۲۰۰۹-کارگردان و نویسنده)
- کرت جوزف واگل و افسانه جادوگر آبدره (۲۰۱۰-کاگردان، نویسنده و تدوینگر)[۲]
- هانسل و گرتل: شکارچیان جادوگر (۲۰۱۳-کارگردان و نویسنده)
- برف مرده ۲ (۲۰۱۴-کارگردان و نویسنده)
- چه بر سر دوشنبه آمده؟ (۲۰۱۷-کارگردان)
- سفر (۲۰۲۱-کارگردان و نویسنده)
- شب خشونت‌آمیز (۲۰۲۲-کارگردان)
- اسپرمگدون (۲۰۲۳-کارگردان و نویسنده)
- در محاصره طوفان (۲۰۲۵- کارگردان و نویسنده)